# 元善光寺站
元善光寺站（日语：／ Motozenkōji eki */?）是位於日本長野縣飯田市座光寺的東海旅客鐵道（JR東海）和日本貨物鐵道（JR貨物）飯田線車站。

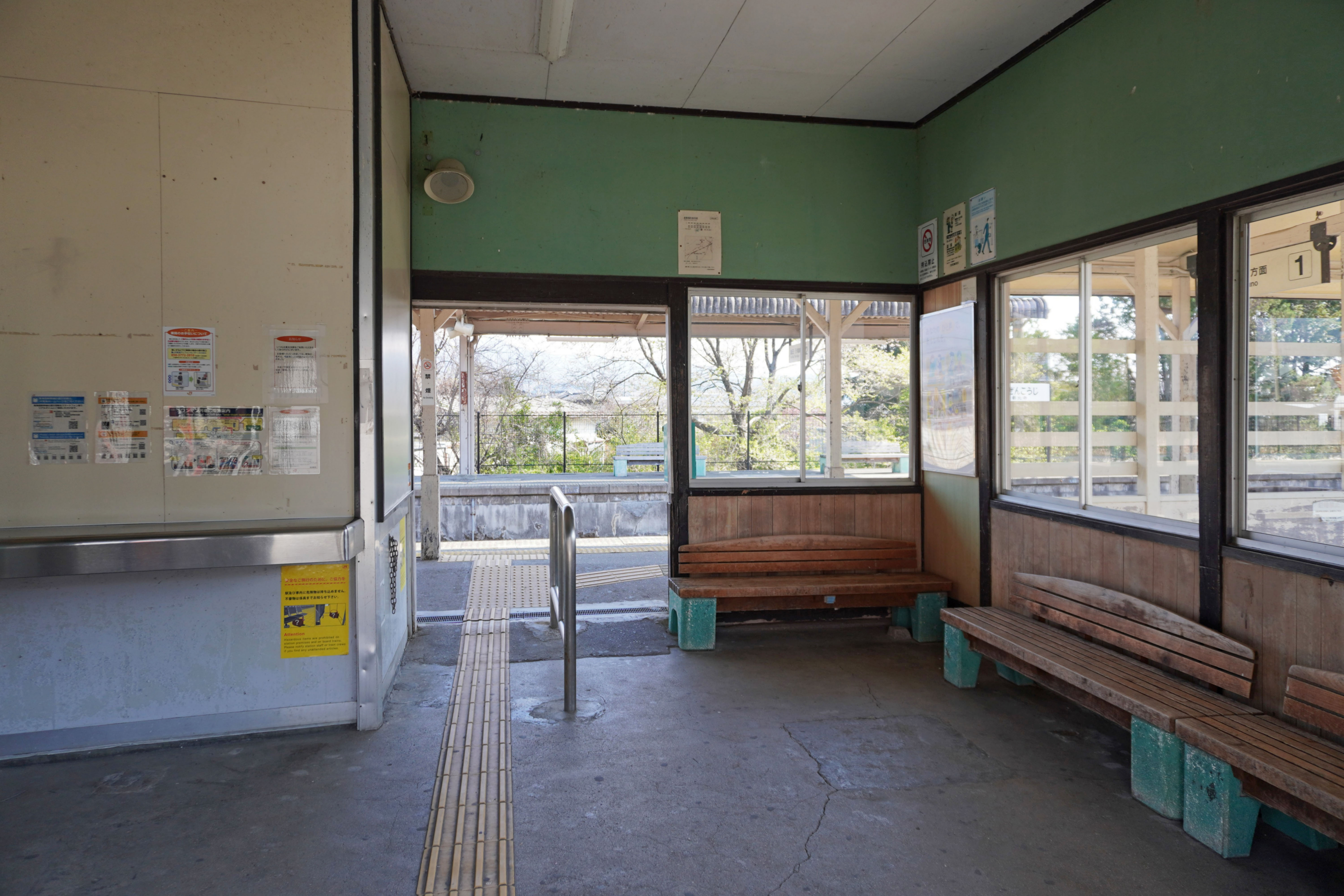
候車室内(2023年4月)

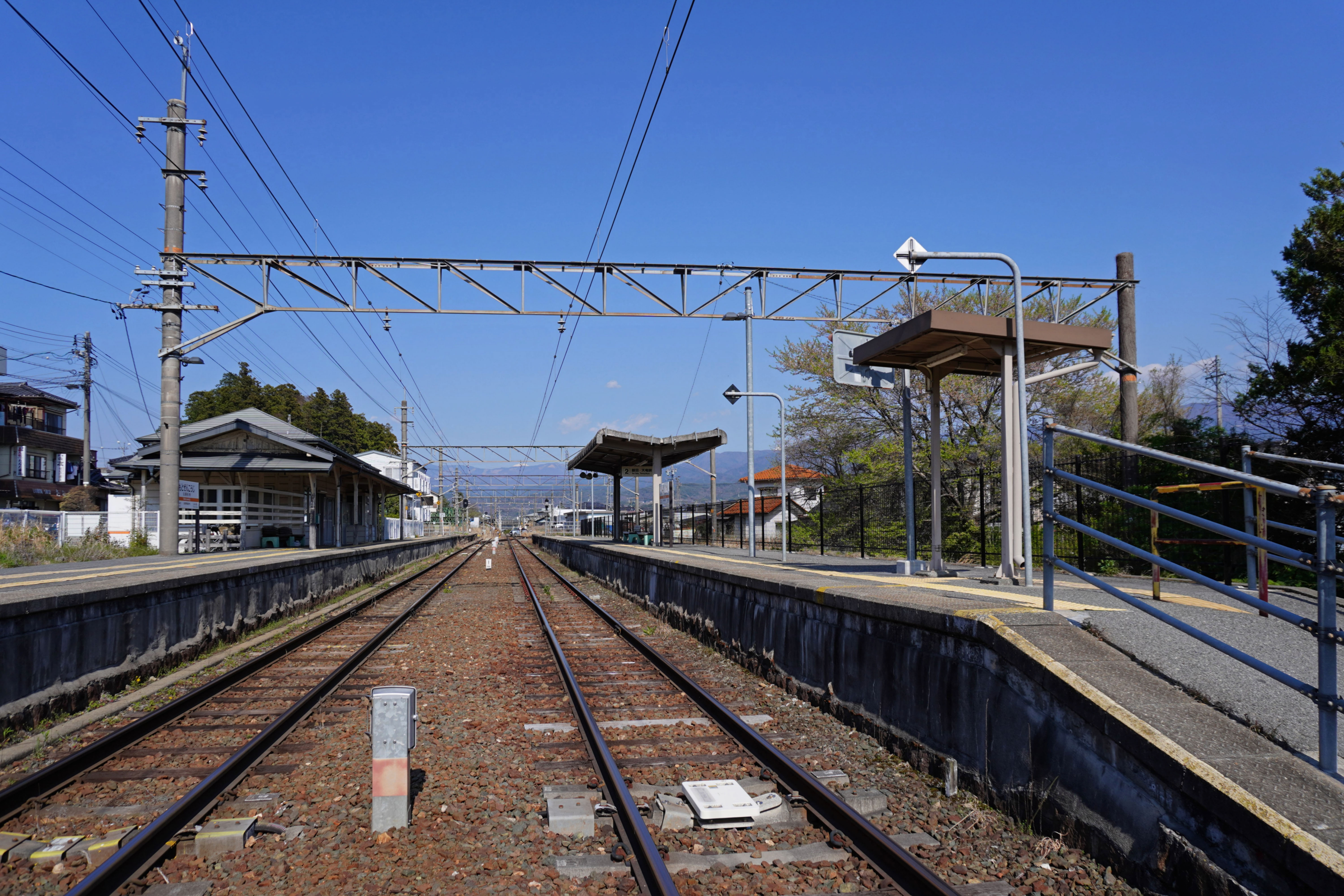
月台(2023年4月)

## 車站構造

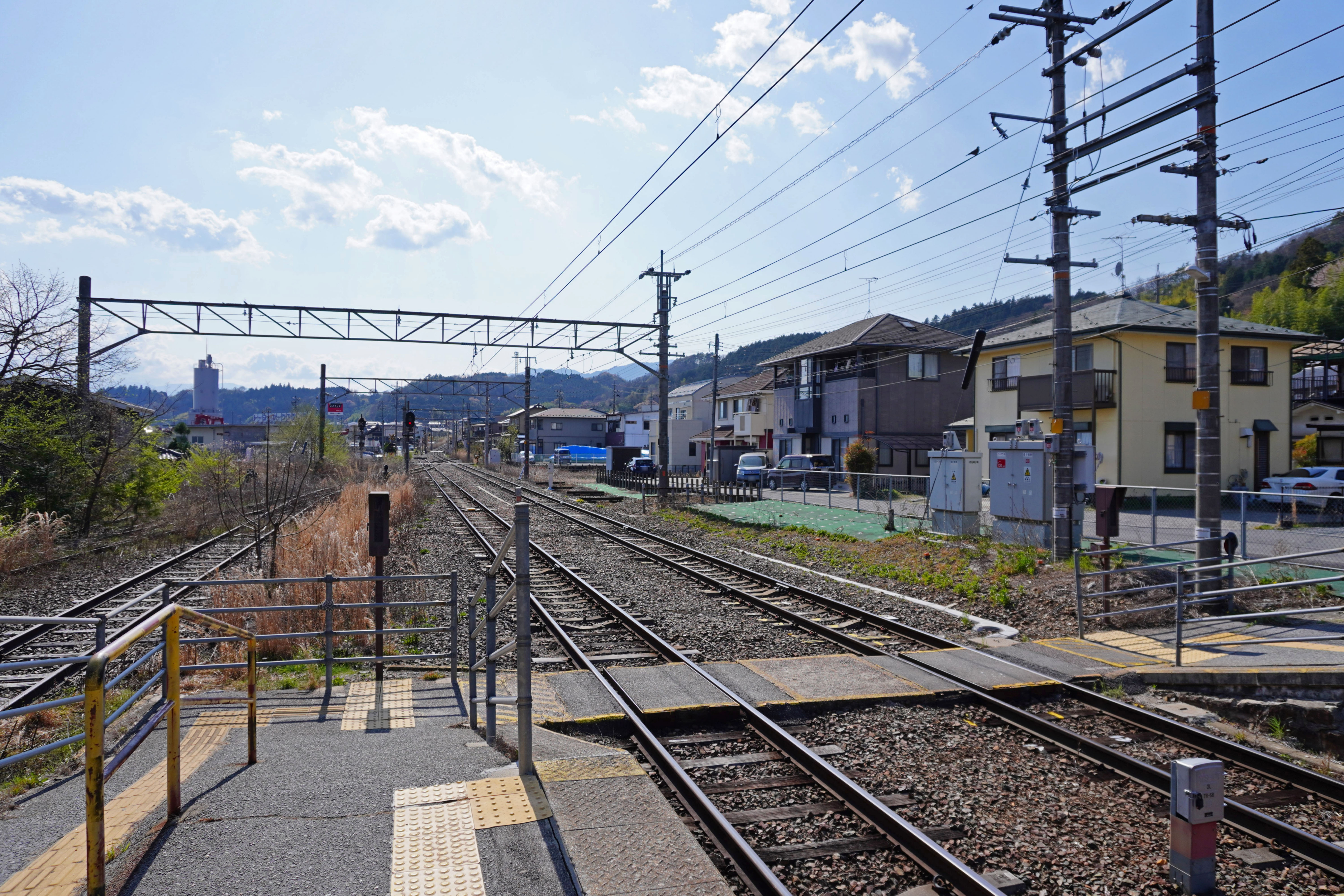
平交道(2023年4月)

側式月台1面1線與島式月台1面2線，可進行列車交會的地面車站。各月台以站內平交道聯絡，側式月台側（北側）設有站舍。在島式月台側有一條側線。島式月台南側設有1條側線。
飯田站管理的無人站。至2013年3月為止東海交通事業的職員擔當業務，是業務委託站，一度設置綠窗口（早上、夜間為無人站）。

### 月台配置
| 月台 | 路線   | 方向         | 目的地           |
| ---- | ------ | ------------ | ---------------- |
| 1    | 飯田線 | 下行         | 辰野方向         |
| 2    | 飯田線 | 上行         | 飯田、天龍峽方向 |
| 3    | 飯田線 | （預留月台） | （預留月台）     |

## 利用狀況
在本站步行5分鐘便到達長野縣飯田工業高等學校，在上學時間，學生會利用此車站。以下就是上車乘客人數。
- 2003年 - 550人
- 2004年 - 553人
- 2005年 - 529人
- 2006年 - 491人
- 2007年 - 474人
- 2008年 - 506人
- 2009年 - 485人

## 車站周邊
在本站步行7分鐘便到達元善光寺，沿途都有許多賣土產的店鋪。元善光寺南側是麻績之里、麻績神社，社內有一棵400年的樹，稱舞台櫻。
- 長野縣飯田工業高等學校
- 太平洋水泥飯田服務站
- 平安堂座光寺店

## 歷史
- 1923年（大正12年）3月18日 - 伊那電氣鐵道線山吹站至元善光寺站延伸段啟用。新設元善光寺站終點站。
- 1923年（大正12年）8月3日 - 伊那電氣鐵道線飯田站至元善光寺站延伸段啟用。本站成為中途站。
- 1943年（昭和18年）8月1日 - 伊那電氣鐵道線國有化，成為國鐵飯田線車站。並改名為座光寺站。
- 1950年（昭和25年）5月20日 - 車站再次改名為元善光寺站。
- 1971年（昭和46年）12月1日 - 行李・専用線出發外的貨物起卸服務停止。
- 1986年（昭和61年）11月1日 - 晚上無人站。
- 1987年（昭和62年）4月1日 - 因國鐵分割民營化，本站成為東海旅客鐵道和日本貨物鐵道的車站。
- 1996年（平成8年）9月30日 - 貨物列車最後運作日。
- 1998年（平成10年）3月31日 - 開始業務委託。

## 相鄰車站
東海旅客鐵道
 飯田線
■快速「水篶」
飯田－（只限上行停靠伊那上鄉站）－元善光寺－市田
■普通
伊那上鄉－元善光寺－下市田